# Georgia Gibbs
Pour les articles homonymes, voir Gibbs.
Georgia Gibbs, née Frieda Lipschitz, est une chanteuse américaine, née le 17 août 1919 à Worcester (Massachusetts), et décédée le 9 décembre 2006 à New York.

## Biographie
Elle fut très populaire dans les années 1950 aux États-unis. En 1952 sa chanson Kiss of fire (adaptation en anglais du célèbre tango El choclo) fut classée no 1 au Billboard. Elle enchaîna ensuite plusieurs succès : en 1953, Seven Lonely Days, en 1955, Tweedle Dee de LaVern Baker et Dance with me Henry d'Etta James (également classé no 1 au Billboard) et I Want You to Be My Baby (en), chanson auparavant interprétée, la même année, par Lillian Briggs (en).
Sa carrière, commencée en 1936, avec un premier enregistrement accompagnée par le Hudson-DeLange Orchestra, s'est à peu près achevée en 1958, avec son dernier grand succès, The Hula Hoop Song, suivi d'un bref retour dans l'actualité musicale en 1965-1966, sans égaler ses succès des années 1950.